# Osséja
Osséja  (en catalan Oceja, anciennement Osseja) est une commune française, située à l'ouest du département des Pyrénées-Orientales en région Occitanie. C'est, avec Saillagouse, Font-Romeu et Bourg-Madame, l'une des principales communes de Cerdagne. Sur le plan historique et culturel, la commune est dans la Cerdagne, une haute plaine à une altitude moyenne de 1 200 m d'altitude, qui s'étend d'est en ouest sur une quarantaine de kilomètres entre Mont-Louis et Bourg-Madame.
Exposée à un climat de montagne, elle est drainée par le Riu Llavanera, el Riu, Riu de Narago et par divers autres petits cours d'eau. Incluse dans le parc naturel régional des Pyrénées catalanes, la commune possède un patrimoine naturel remarquable : deux sites Natura 2000 (le « massif du Puigmal » et « Puigmal-Carança ») et trois zones naturelles d'intérêt écologique, faunistique et floristique.
Osséja est une commune rurale qui compte 1 376 habitants en 2022. Ses habitants sont appelés les Osséjans ou  Osséjanes.

## Géographie

### Localisation
La commune d'Osséja se trouve dans le département des Pyrénées-Orientales, en région Occitanie.
Elle se situe à 81 km à vol d'oiseau de Perpignan, préfecture du département, et à 43 km de Prades, sous-préfecture.
Les communes les plus proches sont : 
Palau-de-Cerdagne (1,2 km), Nahuja (1,5 km), Sainte-Léocadie (2,9 km), Bourg-Madame (3,6 km), Err (5,1 km), Valcebollère (5,5 km), Estavar (6,2 km), Ur (6,2 km).
Sur le plan historique et culturel, Osséja fait partie de la région de la Cerdagne, une haute plaine à une altitude moyenne de 1 200 m d'altitude, qui s'étend d'est en ouest sur une quarantaine de kilomètres entre Mont-Louis et Bourg-Madame.
| Bourg-Madame      | Nahuja | Sainte-Léocadie |
| Palau-de-Cerdagne | Osséja | Err             |
|                   |        | Valcebollère    |

Au sud, la commune espagnole de Toses n'est qu'à une centaine de mètres du territoire communal, au point de jonction des communes de Valcebollère et Palau-de-Cerdagne avec la frontière, marqué par la borne frontière n° 504.

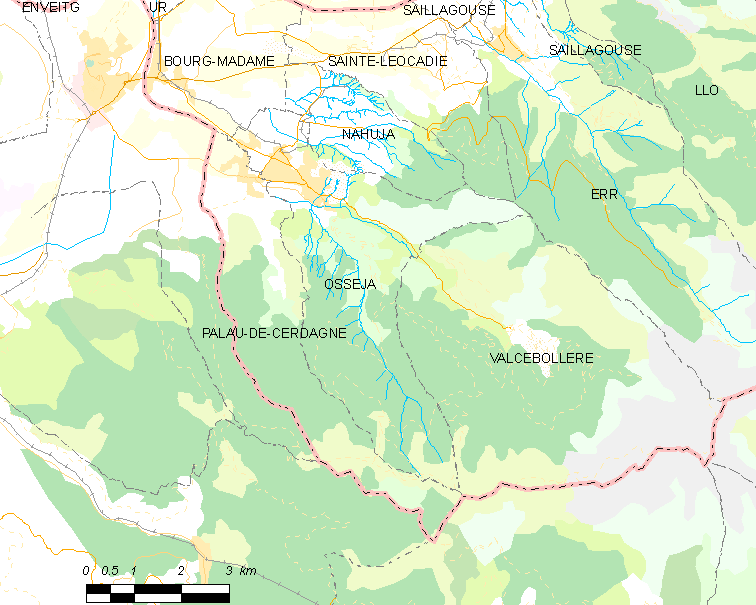
Situation de la commune.

### Géologie et relief
La commune est classée en zone de sismicité 4, correspondant à une sismicité moyenne.
Le panorama de la Popy surplombe Osséjà. En contrebas, nous pouvons voir les orgues d'Osséjà.

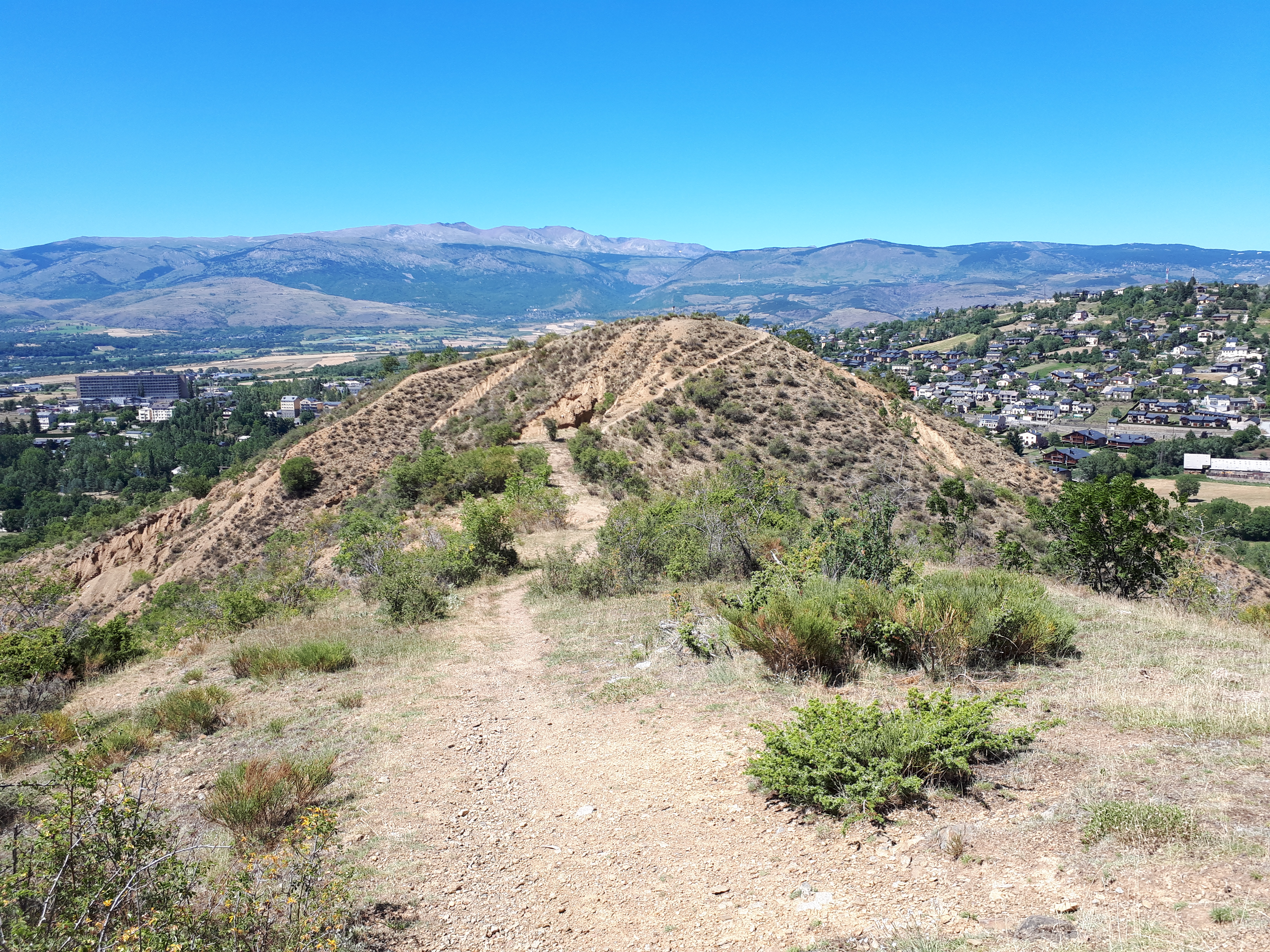
La Popy (ou Popi), altitude 1322 m, Osséja. Vue vers le nord.

### Hydrographie
La Vanéra (ou riu Llavanera), affluent du Sègre, traverse d'abord Valcebollère avant de couler jusqu'à sa confluence dans la plaine cerdane.

### Climat
Pour des articles plus généraux, voir Climat de l'Occitanie et Climat des Pyrénées-Orientales.
En 2010, le climat de la commune est de type climat des marges montargnardes, selon une étude du CNRS s'appuyant sur une série de données couvrant la période 1971-2000. En 2020, Météo-France publie une typologie des climats de la France métropolitaine dans laquelle la commune est exposée à un climat de montagne ou de marges de montagne et est dans la région climatique Pyrénées orientales, caractérisée par une faible pluviométrie, un très bon ensoleillement (2 600 h/an), un air sec, particulièrement en hiver et peu de brouillards.
Pour la période 1971-2000, la température annuelle moyenne est de 8,3 °C, avec une amplitude thermique annuelle de 15,1 °C. Le cumul annuel moyen de précipitations est de 545 mm, avec 6,5 jours de précipitations en janvier et 6,6 jours en juillet. Pour la période 1991-2020, la température moyenne annuelle observée sur la station météorologique la plus proche, située sur la commune de Formiguères à 24 km à vol d'oiseau, est de 7,6 °C et le cumul annuel moyen de précipitations est de 737,3 mm,. Pour l'avenir, les paramètres climatiques de la commune estimés pour 2050 selon différents scénarios d’émission de gaz à effet de serre sont consultables sur un site dédié publié par Météo-France en novembre 2022.

### Milieux naturels et biodiversité

#### Espaces protégés
La protection réglementaire est le mode d’intervention le plus fort pour préserver des espaces naturels remarquables et leur biodiversité associée,.
Un  espace protégé est présent sur la commune : 
le parc naturel régional des Pyrénées catalanes, créé en 2004 et d'une superficie de 139 062 ha, qui s'étend sur 66 communes du département. Ce territoire s'étage des fonds maraîchers et fruitiers des vallées de basse altitude aux plus hauts sommets des Pyrénées-Orientales en passant par les grands massifs de garrigue et de forêt méditerranéenne,.

#### Réseau Natura 2000

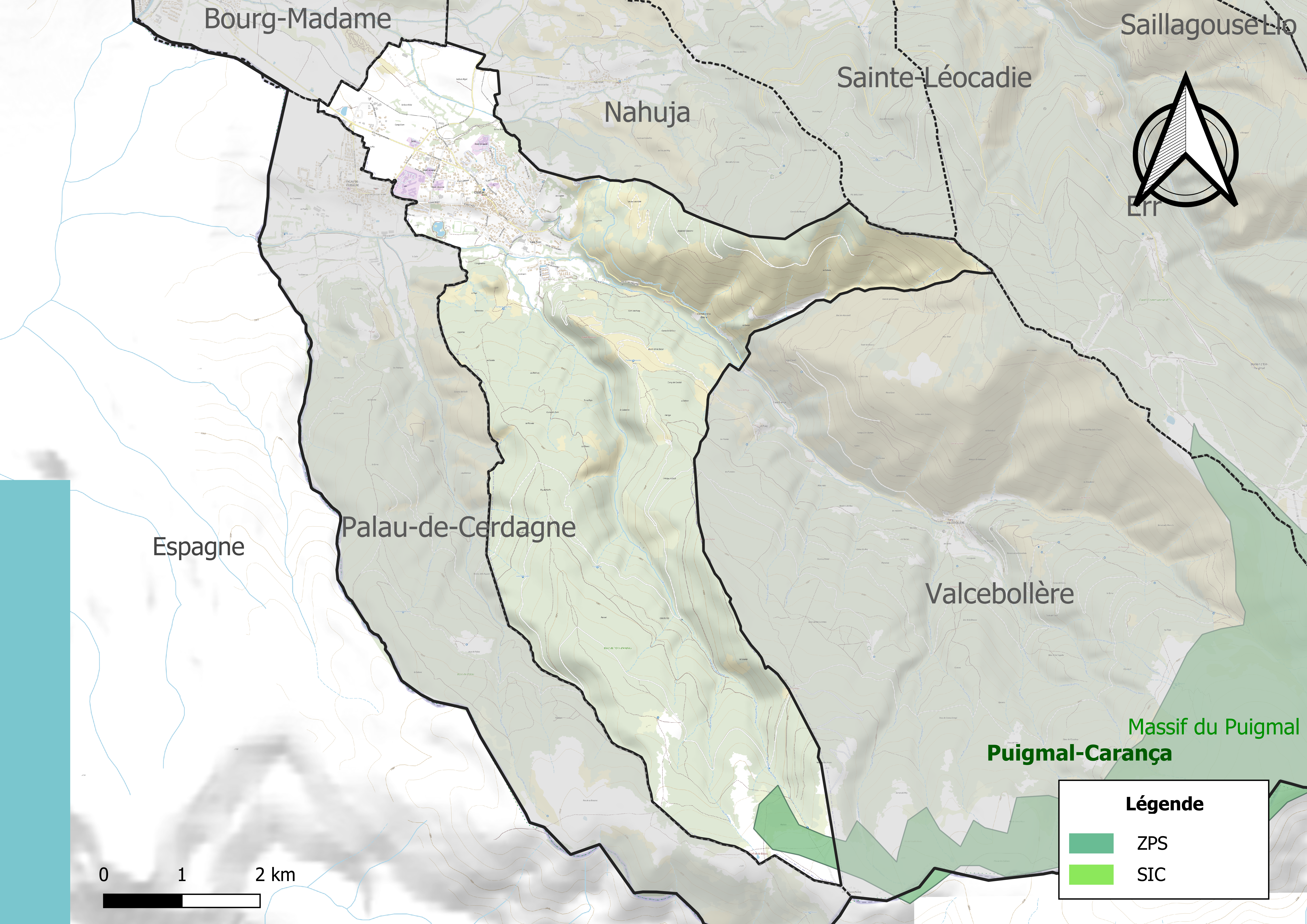
Site Natura 2000 sur le territoire communal.

Le réseau Natura 2000 est un réseau écologique européen de sites naturels d'intérêt écologique élaboré à partir des directives habitats et oiseaux, constitué de zones spéciales de conservation (ZSC) et de zones de protection spéciale (ZPS).
Un site Natura 2000 a été défini sur la commune au titre de la directive habitats.
- le « massif du Puigmal », d'une superficie de 8 784 ha, présence une richesse patrimoniale avec onze habitats naturels et deux espèces végétales au niveau régional. Ainsi la station de Botryche simple est très importante compte tenu du faible nombre de stations en France[20] et  au titre de la directive oiseaux[19]
- « puigmal-Carança », d'une superficie de 10 260 ha, un site qui a une responsabilité forte ou très forte pour cinq espèces d'oiseaux au niveau régional, dont le gypaète barbu[21].

#### Zones naturelles d'intérêt écologique, faunistique et floristique
L’inventaire des zones naturelles d'intérêt écologique, faunistique et floristique (ZNIEFF) a pour objectif de réaliser une couverture des zones les plus intéressantes sur le plan écologique, essentiellement dans la perspective d’améliorer la connaissance du patrimoine naturel national et de fournir aux différents décideurs un outil d’aide à la prise en compte de l’environnement dans l’aménagement du territoire.
Une ZNIEFF de type 1 est recensée sur la commune :
les « Replat de la Serra à Osséja » (182 ha), couvrant 2 communes du département et deux ZNIEFF de type 2, : 
- la « Basse Cerdagne » (3 916 ha), couvrant 12 communes du département[24] ;
- les « chaine du Puigmal et vallées Adjacentes » (28 390 ha), couvrant 15 communes du département[25].

Carte des ZNIEFF de type 1 et 2 d'Osséja.
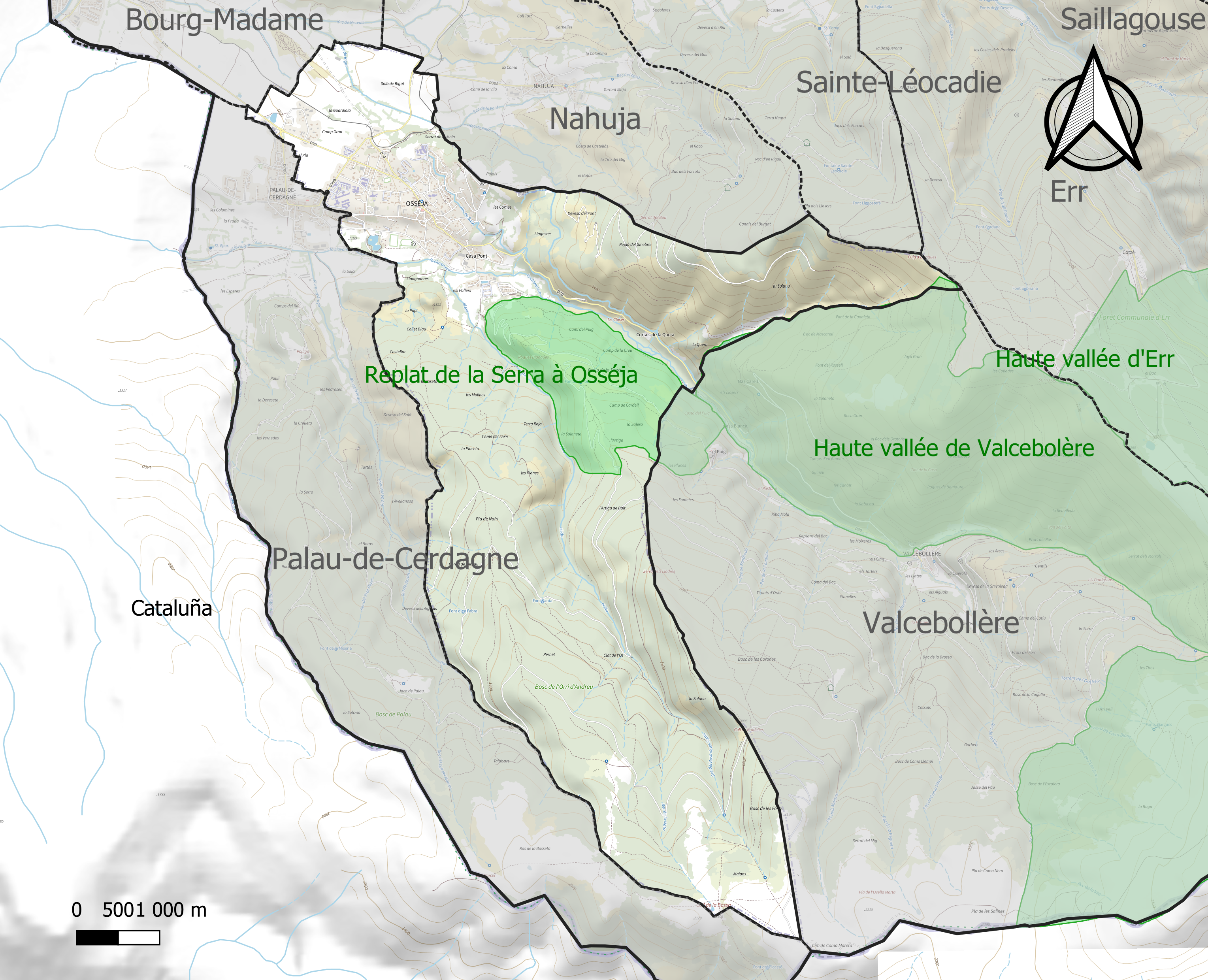
Carte de la ZNIEFF de type 1 sur la commune.

Carte des ZNIEFF de type 2 d'Osséja.
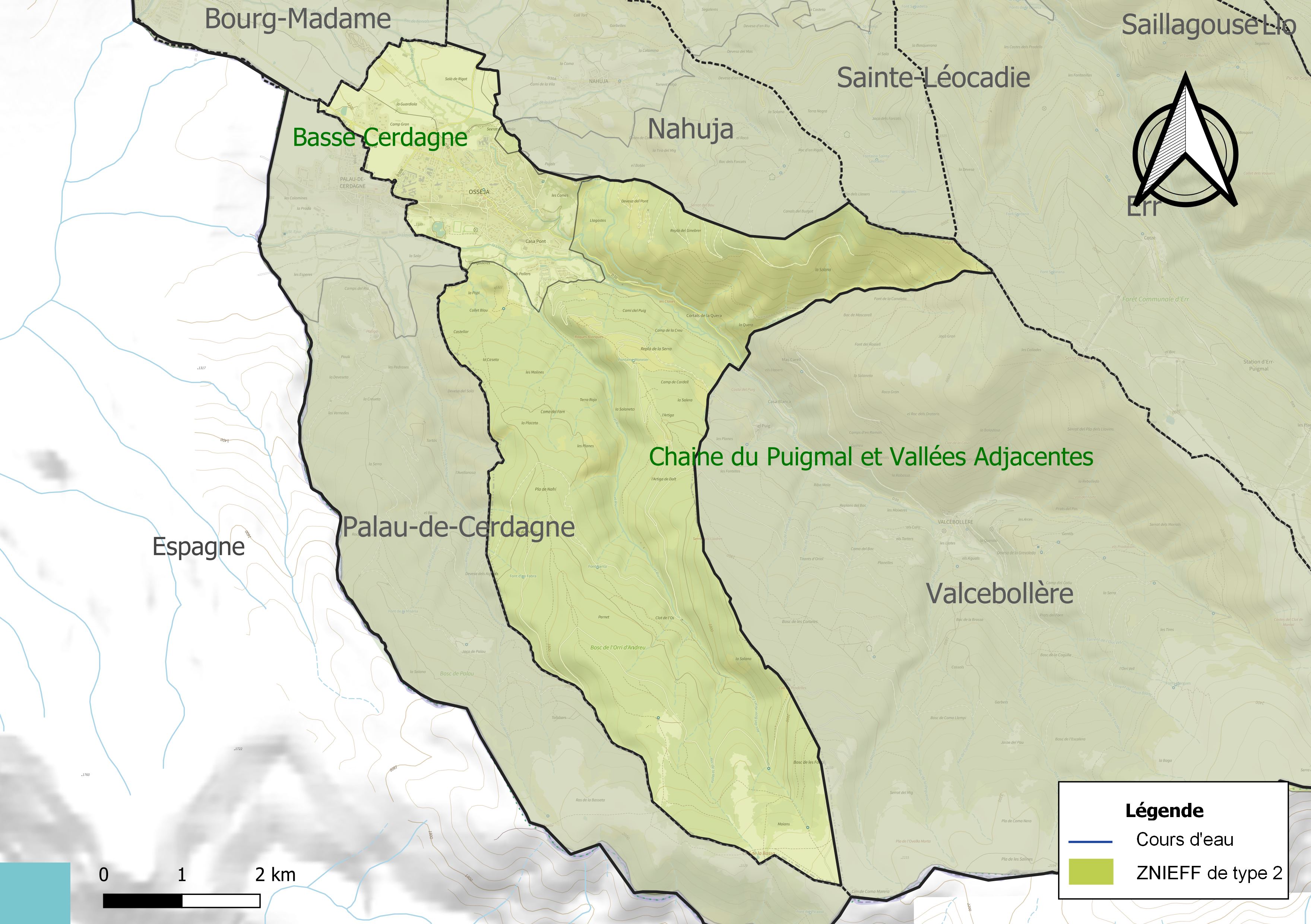
Carte des ZNIEFF de type 2 sur la commune.

## Urbanisme

### Typologie
Au 1er janvier 2024, Osséja est catégorisée bourg rural, selon la nouvelle grille communale de densité à sept niveaux définie par l'Insee en 2022.
Elle est située hors unité urbaine et hors attraction des villes,.

### Occupation des sols
L'occupation des sols de la commune, telle qu'elle ressort de la base de données européenne d’occupation biophysique des sols Corine Land Cover (CLC), est marquée par l'importance des forêts et milieux semi-naturels (81,9 % en 2018), en augmentation par rapport à 1990 (79,5 %). La répartition détaillée en 2018 est la suivante : 
forêts (49,2 %), milieux à végétation arbustive et/ou herbacée (21,3 %), espaces ouverts, sans ou avec peu de végétation (11,4 %), zones urbanisées (7,5 %), prairies (5,2 %), zones agricoles hétérogènes (4,9 %), terres arables (0,5 %). L'évolution de l’occupation des sols de la commune et de ses infrastructures peut être observée sur les différentes représentations cartographiques du territoire : la carte de Cassini (XVIIIe siècle), la carte d'état-major (1820-1866) et les cartes ou photos aériennes de l'IGN pour la période actuelle (1950 à aujourd'hui).

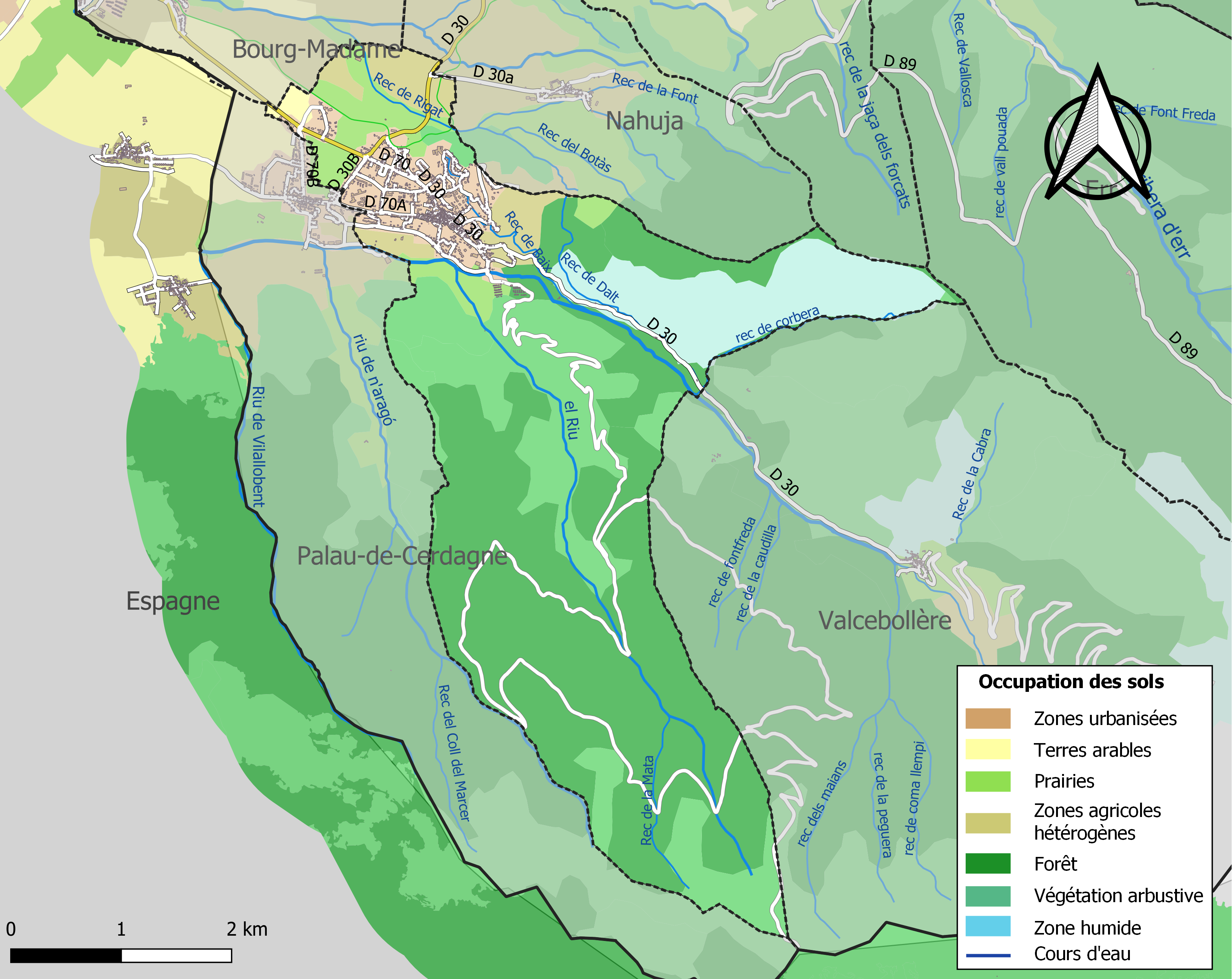
Carte des infrastructures et de l'occupation des sols de la commune en 2018 (CLC).

### Voies de communication et transports
La ville se situe en contrebas de la RN 116 qui suit le cours de la Têt jusqu'à Perpignan via Prades. La départementale contourne la ville pour monter la vallée de la Vanéra via Valcebollère.
Elle est desservie par la halte d'Osséja sur la ligne de Cerdagne.
La commune est desservie par la ligne 560 du réseau régional liO, reliant la gare de Perpignan à Porté-Puymorens et desservant Osséja.

Panorama de la vallée de la Vanèra et ses alentours.

### Risques majeurs
Le territoire de la commune d'Osséja est vulnérable à différents aléas naturels : inondations, climatiques (grand froid ou canicule), feux de forêts, mouvements de terrains et séisme (sismicité moyenne). Il est également exposé à un risque particulier, le risque radon,.

#### Risques naturels
Certaines parties du territoire communal sont susceptibles d’être affectées par le risque d’inondation par crue torrentielle de cours d'eau du bassin du Sègre.
Les mouvements de terrains susceptibles de se produire sur la commune sont soit des mouvements liés au retrait-gonflement des argiles, soit des glissements de terrains, soit des chutes de blocs. Une cartographie nationale de l'aléa retrait-gonflement des argiles permet de connaître les sols argileux ou marneux susceptibles vis-à-vis de ce phénomène.

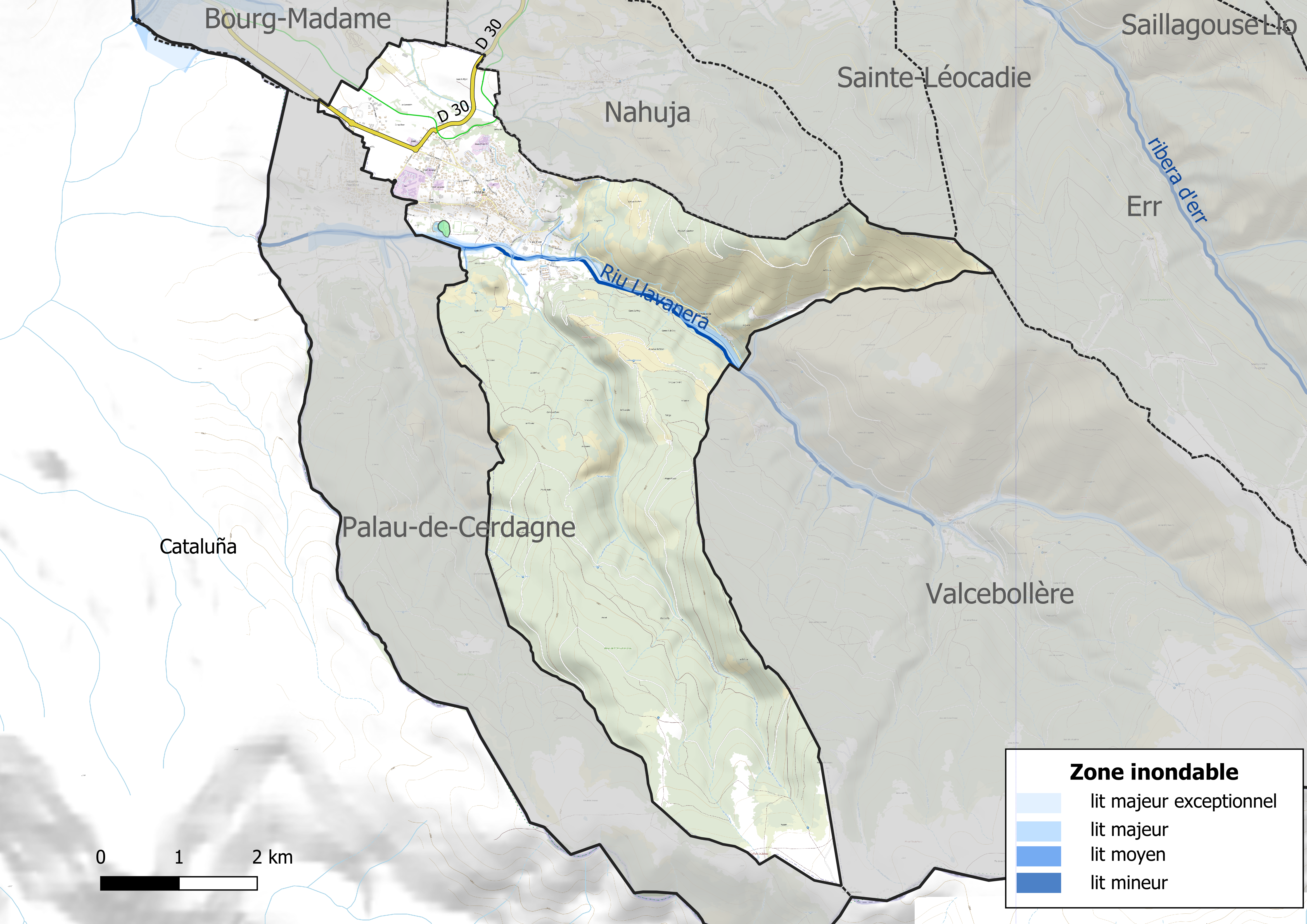
Carte des zones inondables.
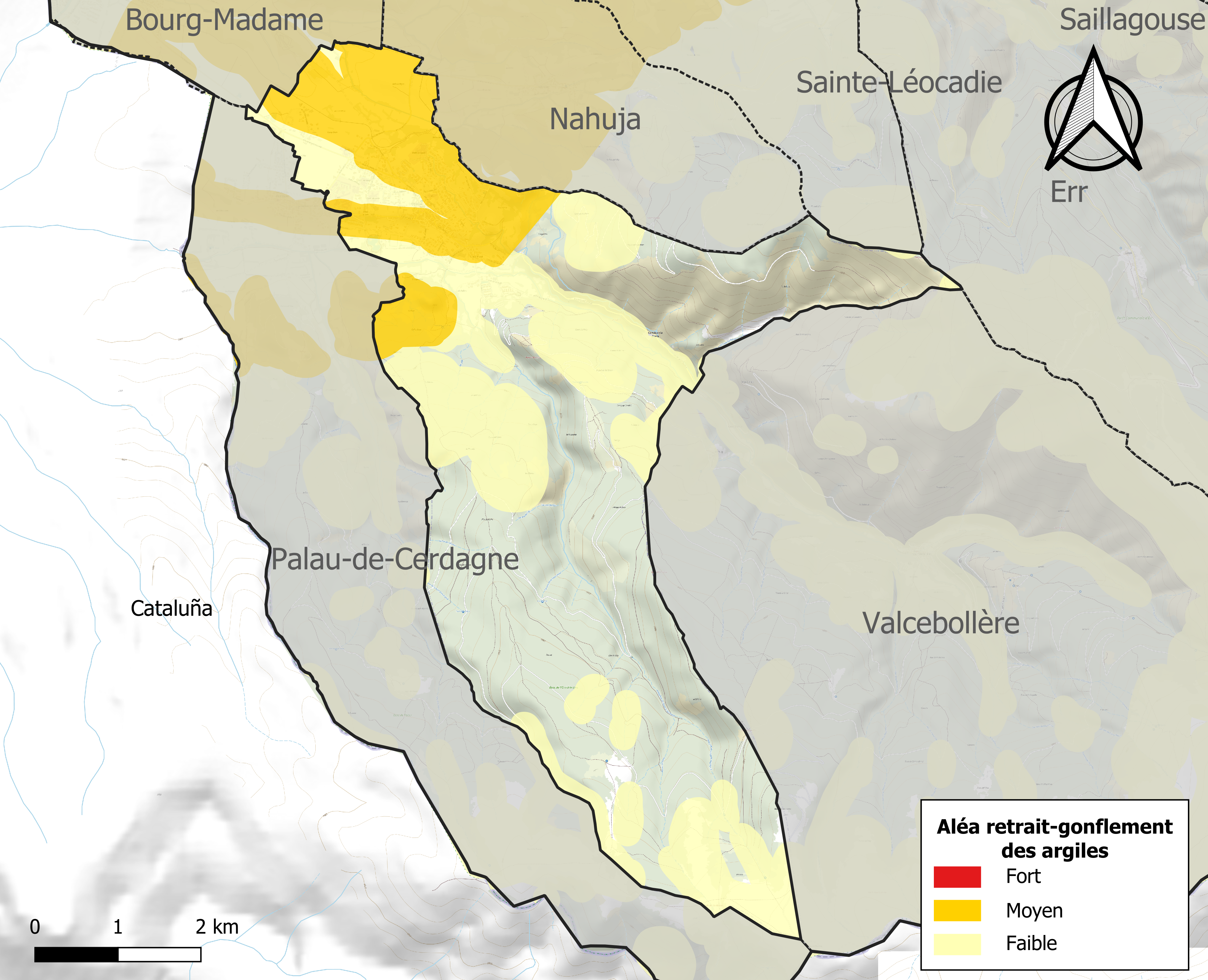
Carte des zones d'aléa retrait-gonflement des argiles.

#### Risque particulier
Dans plusieurs parties du territoire national, le radon, accumulé dans certains logements ou autres locaux, peut constituer une source significative d’exposition de la population aux rayonnements ionisants. Toutes les communes du département sont concernées par le risque radon à un niveau plus ou moins élevé. Selon la classification de 2018, la commune d'Osséja est classée en zone 2, à savoir zone à potentiel radon faible mais sur lesquelles des facteurs géologiques particuliers peuvent faciliter le transfert du radon vers les bâtiments.

## Toponymie
En catalan, le nom de la commune est Oceja.

## Histoire
Osséja était sur un lieu de passage, en plein plateau cerdan. Ainsi, pendant tout le Moyen Âge, le hameau servait de relais de diligences pour les voyageurs.
La Perle cerdane était un établissement de soins de suite de rééducation et de réadaptation pédiatrique et accueillait une structure éducative réservée aux jeunes patients qui avaient entre 6 et 17 ans. Elle a été fermée et détruite dans les années 2020.

### Valcebollère
Sous l'ancien régime, Valcebollère dépend de la paroisse d'Osséja. Valcebollère est érigée en commune en 1832 à partir de territoires distraits de ceux de la commune d'Osséja. Elle est réunie ensuite avec cette même commune par l'arrêté préfectoral du 24 avril 1972. Enfin, elle reprend son indépendance en 1984 en étant de nouveau détachée d'Osséja.

## Politique et administration

### Canton
À compter des élections départementales de 2015, la commune est incluse dans le nouveau canton des Pyrénées catalanes.

### Liste des maires

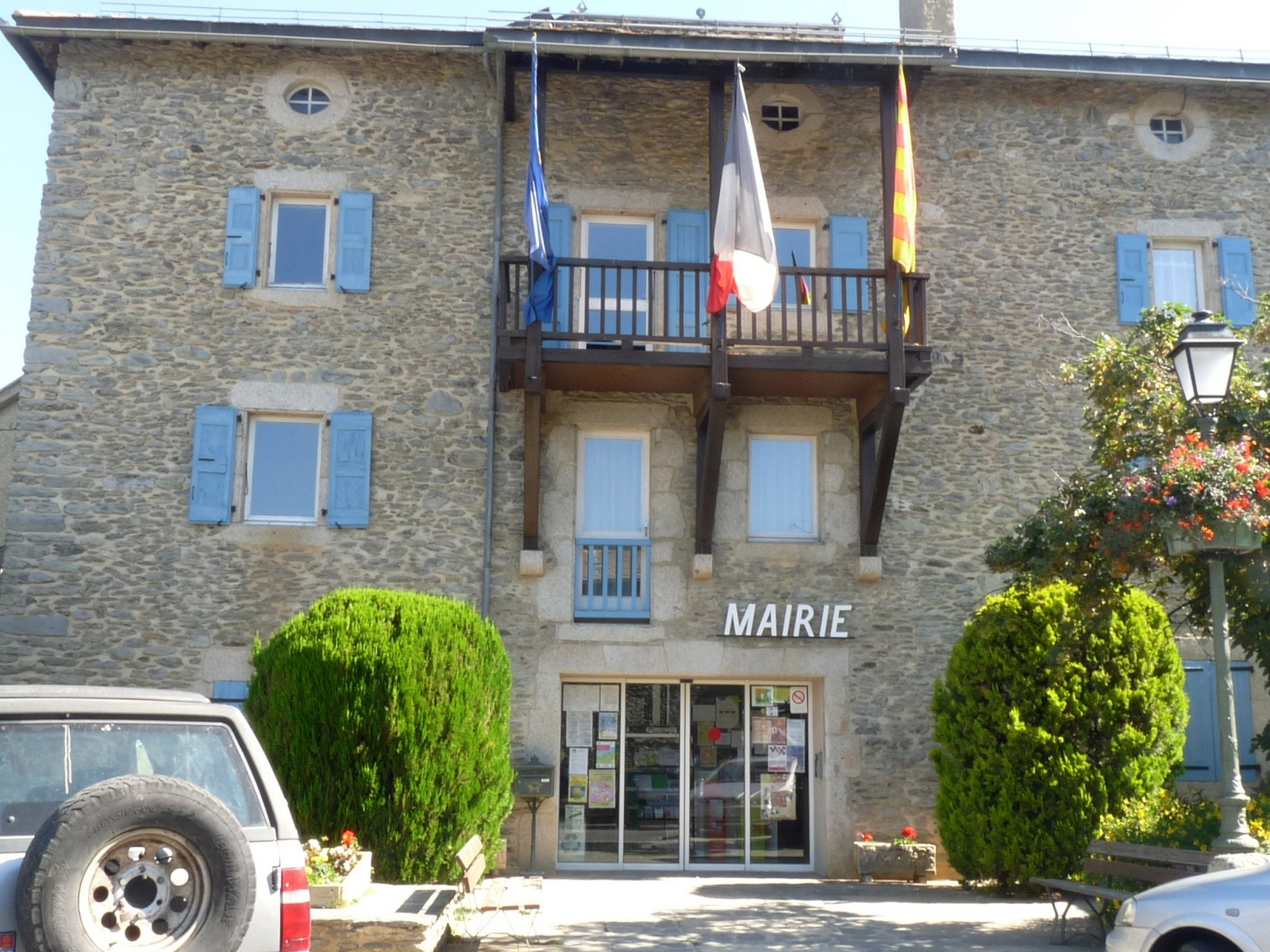
La mairie.

| Période       | Période       | Identité              | Étiquette | Qualité |
| ------------- | ------------- | --------------------- | --------- | ------- |
| 1792          | 1794          | Joseph Llanas         |           |         |
| 1794          | 1795          | Raphaël Fortuny       |           |         |
| 1795          | 1795          | François Bagaria      |           |         |
| 1795          | 1796          | Mathieu Dordan        |           |         |
| 1796          | 1796          | François Bagaria      |           |         |
| 1796          | 1798          | Pierre Valles         |           |         |
| 1798          | 1800          | François Marti        |           |         |
| 1800          | 1826          | François de Pont      |           |         |
| 1826          | 1828          | Hyacinthe Llondres    |           |         |
| 1828          | 1830          | Antoine de Maury      |           |         |
| 1830          | 1831          | François de Pont      |           |         |
| 1831          | 1832          | Joseph Llanas         |           |         |
| 1832          | 1832          | Isidore Patau         |           |         |
| 1832          | 1833          | Joseph Llanas         |           |         |
| 1833          | 1837          | Isidore Patau         |           |         |
| 1837          | 1840          | François Pouget       |           |         |
| 1840          | 1848          | Joseph Moragas        |           |         |
| 1848          | 1848          | François Pouget       |           |         |
| 1848          | 1849          | Guillaume Caussade    |           |         |
| 1849          | 1853          | Pierre Llondre        |           |         |
| 1853          | 1867          | Pierre Pouget         |           |         |
| 1867          | 1869          | Guillaume Caussade    |           |         |
| 1869          | 1870          | Georges Jean Armengol |           |         |
| 1870          | 1871          | Joseph Moragas        |           |         |
| 1871          | 1878          | Pierre Pouget         |           |         |
| 1878          | 1884          | Côme Iglésis          |           |         |
| 1884          | 1886          | Pierre Pouget         |           |         |
| 1886          | 1888          | Côme Argenty          |           |         |
| 1888          | 1889          | Pierre Pouget         |           |         |
| 1889          | 1912          | Pierre Fortuny        |           |         |
| 1912          | 1915          | Adolphe Fortuny       |           |         |
| 1915          | 1919          | Jean Pont             |           |         |
| 1919          | 1925          | Adolphe Fortuny       |           |         |
| 1925          | 1935          | Joseph Fortuny        |           |         |
| 1935          | 1945          | Sauveur Calvet        |           |         |
| 1945          | 1971          | Côme Surroque         |           |         |
| 1971          | 1988          | Paul Foulquié         |           |         |
| 1988          | 1989          | Firmin Puente         |           |         |
| 1989          | 2001          | Paul Soulié           |           |         |
| mars 2001     | 13 avril 2019 | Daniel Delestré,      | PS        |         |
| 24 avril 2019 | En cours      | Roger Ciurana         | PS        |         |

## Population et société

### Démographie ancienne
La population est exprimée en nombre de feux (f) ou d'habitants (H).
| 1365 | 1378 | 1515 | 1553 | 1709 | 1720 | 1767  | 1774  | 1788  |
| ---- | ---- | ---- | ---- | ---- | ---- | ----- | ----- | ----- |
| 62 f | 38 f | 23 f | 37 f | 39 f | 78 f | 904 H | 123 f | 674 H |

| 1789  | - | - | - | - | - | - | - | - |
| ----- | - | - | - | - | - | - | - | - |
| 170 f | - | - | - | - | - | - | - | - |

Notes :
- 1365 : dont 3 f pour Concellabre ;
- 1378 : dont 6 f pour Concellabre :
- 1515 : dont 1 f pour Concellabre ;
- 1720 : pour Osséja et sa vallée.

### Démographie contemporaine
L'évolution du nombre d'habitants est connue à travers les recensements de la population effectués dans la commune depuis 1793. Pour les communes de moins de 10 000 habitants, une enquête de recensement portant sur toute la population est réalisée tous les cinq ans, les populations de référence des années intermédiaires étant quant à elles estimées par interpolation ou extrapolation. Pour la commune, le premier recensement exhaustif entrant dans le cadre du nouveau dispositif a été réalisé en 2008.

En 2022, la commune comptait 1 376 habitants, en évolution de +4,01 % par rapport à 2016 (Pyrénées-Orientales : +3,92 %, France hors Mayotte : +2,11 %).
| 1793 | 1800 | 1806 | 1821 | 1831  | 1836 | 1841 | 1846  | 1851  |
| ---- | ---- | ---- | ---- | ----- | ---- | ---- | ----- | ----- |
| 503  | 814  | 969  | 928  | 1 085 | 880  | 954  | 1 081 | 1 039 |

| 1856  | 1861  | 1866  | 1872  | 1876  | 1881 | 1886 | 1891 | 1896 |
| ----- | ----- | ----- | ----- | ----- | ---- | ---- | ---- | ---- |
| 1 014 | 1 020 | 1 053 | 1 104 | 1 067 | 967  | 904  | 854  | 885  |

| 1901 | 1906 | 1911 | 1921 | 1926 | 1931 | 1936 | 1946  | 1954  |
| ---- | ---- | ---- | ---- | ---- | ---- | ---- | ----- | ----- |
| 735  | 754  | 744  | 628  | 613  | 651  | 726  | 1 082 | 1 283 |

| 1962  | 1968  | 1975  | 1982  | 1990  | 1999  | 2006  | 2008  | 2013  |
| ----- | ----- | ----- | ----- | ----- | ----- | ----- | ----- | ----- |
| 1 096 | 1 082 | 1 157 | 1 304 | 1 274 | 1 282 | 1 467 | 1 493 | 1 333 |

| 2018  | 2022  | - | - | - | - | - | - | - |
| ----- | ----- | - | - | - | - | - | - | - |
| 1 336 | 1 376 | - | - | - | - | - | - | - |

Note : Avant 1831 et pour les recensements de 1975 et 1982, Valcebollère est comptée avec Osséja.
| selon la population municipale des années : | 1968 | 1975 | 1982 | 1990 | 1999 | 2006 | 2009 | 2013 |
| Rang de la commune dans le département      | 53   | 51   | 50   | 63   | 65   | 64   | 63   | 67   |
| Nombre de communes du département           | 232  | 217  | 220  | 225  | 226  | 226  | 226  | 226  |

### Enseignement
Osséjà possède une école élémentaire et une école maternelle publiques. L'école élémentaire est un regroupement pédagogique intercommunal entre Osséja et Palau-de-Cerdagne. Palau accueille les enfants du CP au CE1, et Osséja ceux du CE2 au CM2.
Le collège de secteur est Bourg-Madame.
Le lycée de secteur est Font-Romeu.

### Manifestations culturelles et festivités
- Fête patronale : 29 juin[52] ;
- Fête communale : 11 juin[52] ;
- Fête de l'excursionisme catalan : mi-février (11e édition en 2014)[53] ;
- Marche des contrebandiers : randonnée entre Osséja et Castellar de n'Hug (Catalogne), depuis 1991, en juin[54].

### Santé
La clinique du souffle la Solane, établissement leader en France en réhabilitation respiratoire, est basée à Osséja.

### Sports
Le Rugby Athlétique Cerdagne-Capcir (RACC) rassemble plusieurs villages de cerdagne et de capcir, dont Osséja où quelques matchs se disputent sur le terrain municipal.

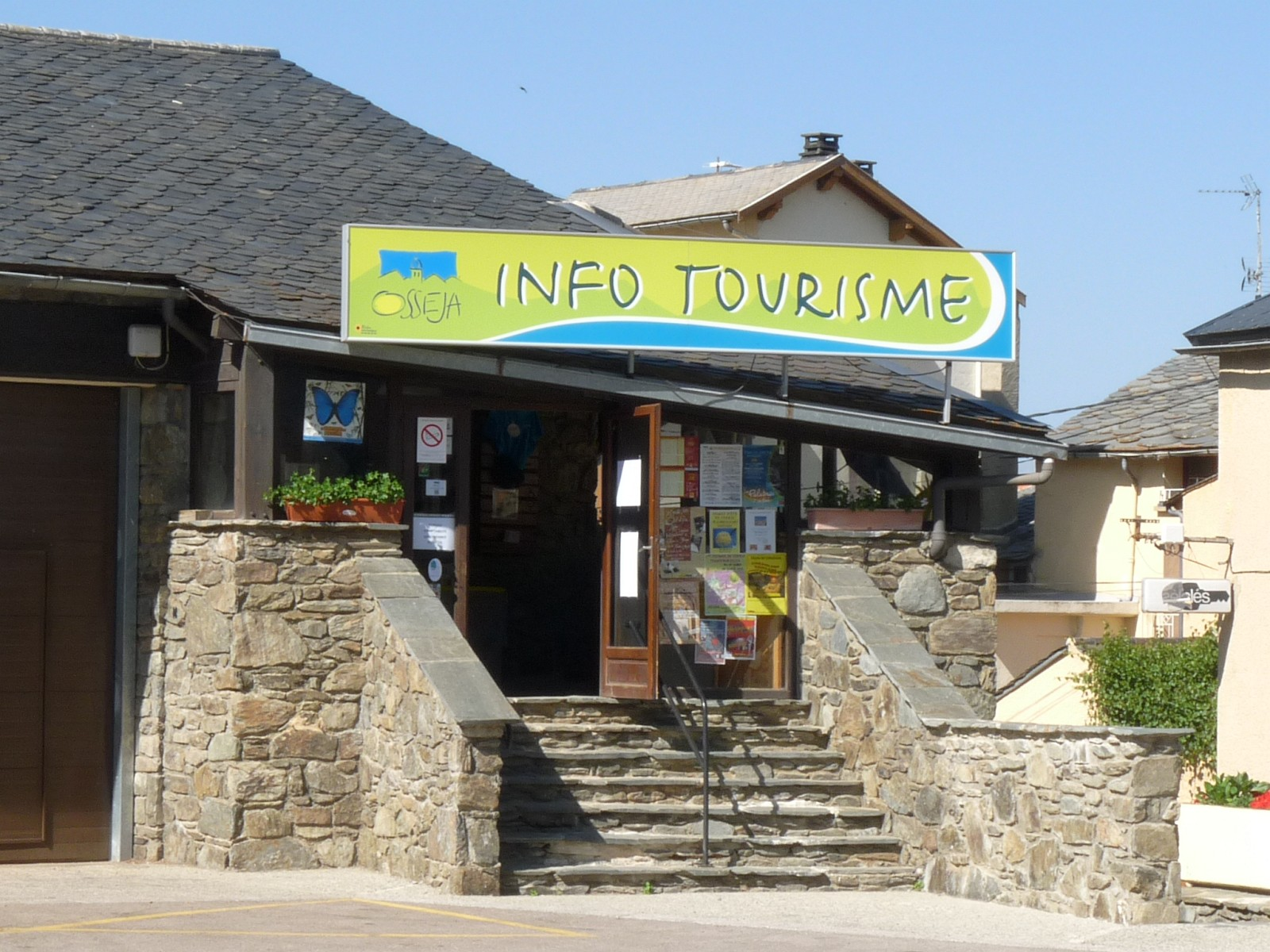
L'office du tourisme.
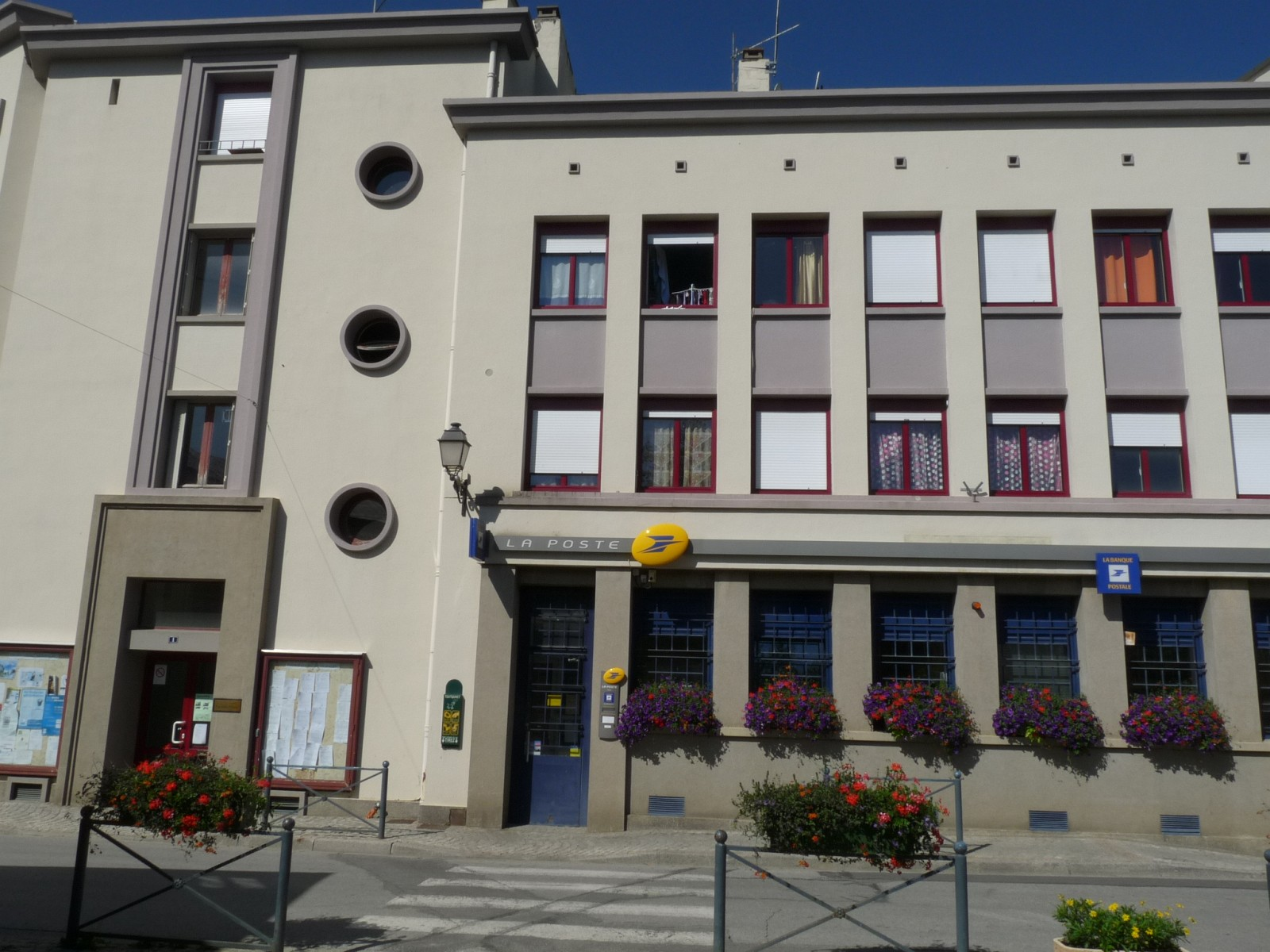
La poste.
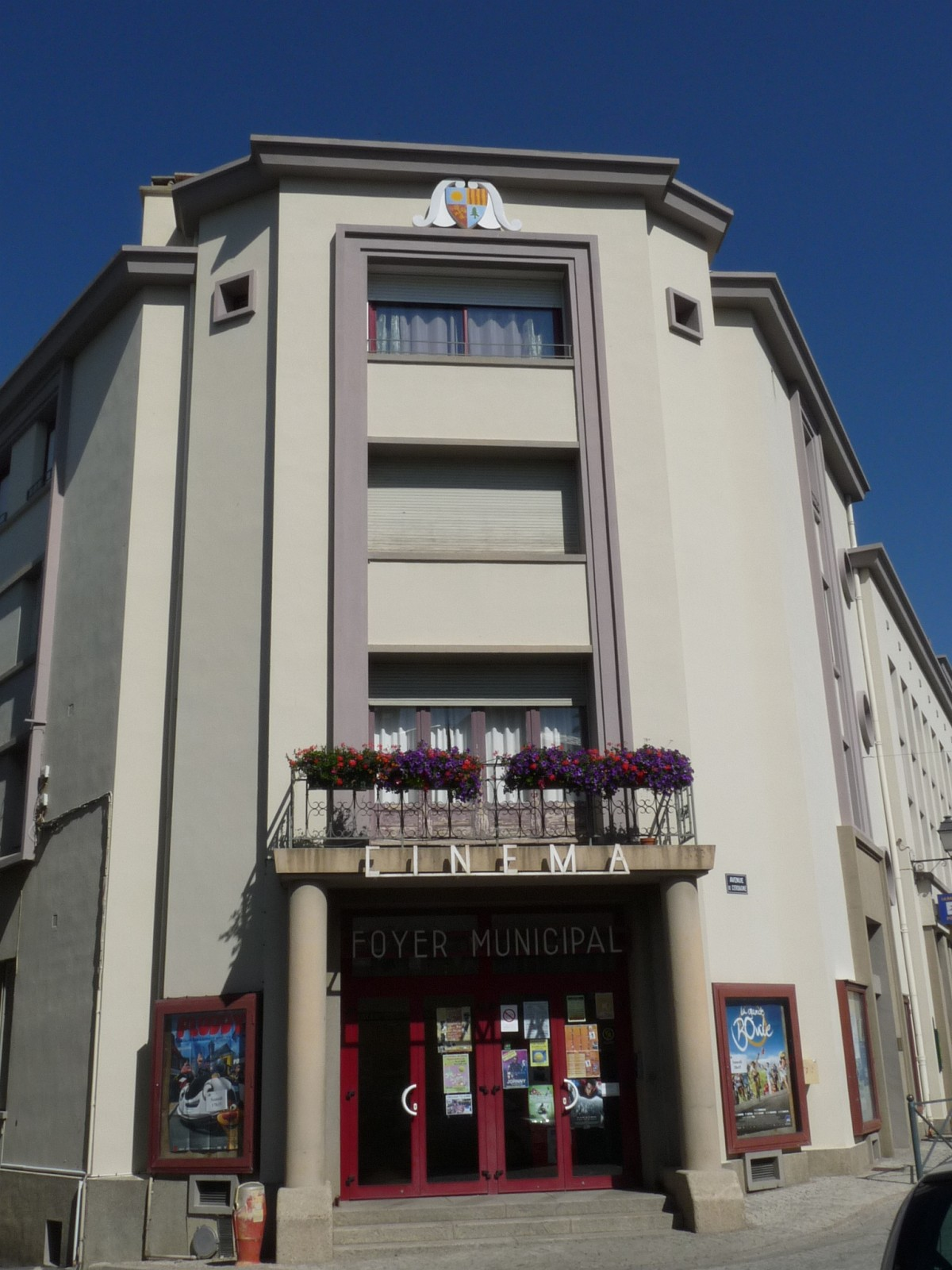
Cinéma et foyer municipal.

### Sécurité
Le peloton de gendarmerie de haute montagne (PGHM) des Pyrénées-Orientales est basé à Osséja.

## Économie

### Revenus
En 2018, la commune compte 484 ménages fiscaux, regroupant 1 031 personnes. La médiane du revenu disponible par unité de consommation est de 19 850 € (19 350 € dans le département).

### Emploi
|                | 2008   | 2013   | 2018   |
| -------------- | ------ | ------ | ------ |
| Commune        | 7,1 %  | 8 %    | 6,5 %  |
| Département    | 10,3 % | 12,9 % | 13,3 % |
| France entière | 8,3 %  | 10 %   | 10 %   |

En 2018, la population âgée de 15 à 64 ans s'élève à 872 personnes, parmi lesquelles on compte 68,8 % d'actifs (62,3 % ayant un emploi et 6,5 % de chômeurs) et 31,2 % d'inactifs,. Depuis 2008, le taux de chômage communal (au sens du recensement) des 15-64 ans est inférieur à celui de la France et du département.
La commune est hors attraction des villes,. Elle compte 743 emplois en 2018, contre 804 en 2013 et 762 en 2008. Le nombre d'actifs ayant un emploi résidant dans la commune est de 561, soit un indicateur de concentration d'emploi de 132,4 % et un taux d'activité parmi les 15 ans ou plus de 52,7 %.
Sur ces 561 actifs de 15 ans ou plus ayant un emploi, 287 travaillent dans la commune, soit 51 % des habitants. Pour se rendre au travail, 70 % des habitants utilisent un véhicule personnel ou de fonction à quatre roues, 2,3 % les transports en commun, 14,1 % s'y rendent en deux-roues, à vélo ou à pied et 13,6 % n'ont pas besoin de transport (travail au domicile).

### Activités hors agriculture

#### Secteurs d'activités
115 établissements sont implantés  à Osséja au 31 décembre 2019. Le tableau ci-dessous en détaille le nombre par secteur d'activité et compare les ratios avec ceux du département,.
| Secteur d'activité                                                                                        | Commune | Commune | Département |
| Secteur d'activité                                                                                        | Nombre  | %       | %           |
| --- | ------- | ------- | ----------- |
| Ensemble                                                                                                  | 115     |         |             |
| Industrie manufacturière, industries extractives et autres                                                | 12      | 10,4 %  | (8,7 %)     |
| Construction                                                                                              | 28      | 24,3 %  | (14,3 %)    |
| Commerce de gros et de détail, transports, hébergement et restauration                                    | 27      | 23,5 %  | (30,5 %)    |
| Activités financières et d'assurance                                                                      | 1       | 0,9 %   | (3 %)       |
| Activités immobilières                                                                                    | 4       | 3,5 %   | (6,2 %)     |
| Activités spécialisées, scientifiques et techniques et activités de services administratifs et de soutien | 8       | 7 %     | (13 %)      |
| Administration publique, enseignement, santé humaine et action sociale                                    | 25      | 21,7 %  | (13,9 %)    |
| Autres activités de services                                                                              | 10      | 8,7 %   | (8,5 %)     |

Le secteur de la construction est prépondérant sur la commune puisqu'il représente 24,3 % du nombre total d'établissements de la commune (28 sur les 115 entreprises implantées  à Osséja), contre 14,3 % au niveau départemental.

#### Entreprises et commerces
Les cinq entreprises ayant leur siège social sur le territoire communal qui génèrent le plus de chiffre d'affaires en 2020 sont : 
- Clinique Du Souffle La Solane, activités hospitalières (7 671 k€)
- SARL Feijoo Et Fils, travaux de maçonnerie générale et gros œuvre de bâtiment (177 k€)
- Design Maison, travaux de maçonnerie générale et gros œuvre de bâtiment (142 k€)
- Betocat, construction de maisons individuelles (105 k€)
- La Guinguettoise, débits de boissons (76 k€)

### Agriculture
|               | 1988 | 2000 | 2010 | 2020 |
| ------------- | ---- | ---- | ---- | ---- |
| Exploitations | 8    | 10   | 4    | 4    |
| SAU (ha)      | 233  | 439  | 262  | 596  |

La commune est dans la Cerdagne, une petite région agricole située à l'extrême ouest du département des Pyrénées-Orientales. En 2020, l'orientation technico-économique de l'agriculture  sur la commune est l'élevage de bovins, pour la viande. Quatre exploitations agricoles ayant leur siège dans la commune sont dénombrées lors du recensement agricole de 2020 (huit en 1988). La superficie agricole utilisée est de 596 ha,,.

## Culture locale et patrimoine

### Monument et lieux touristiques
- Église Saint-Pierre d'Osséja. L'Abside a été inscrite au titre des monuments historiques en 1964[60].
- Chapelle Saint-Roch d'Osséja.

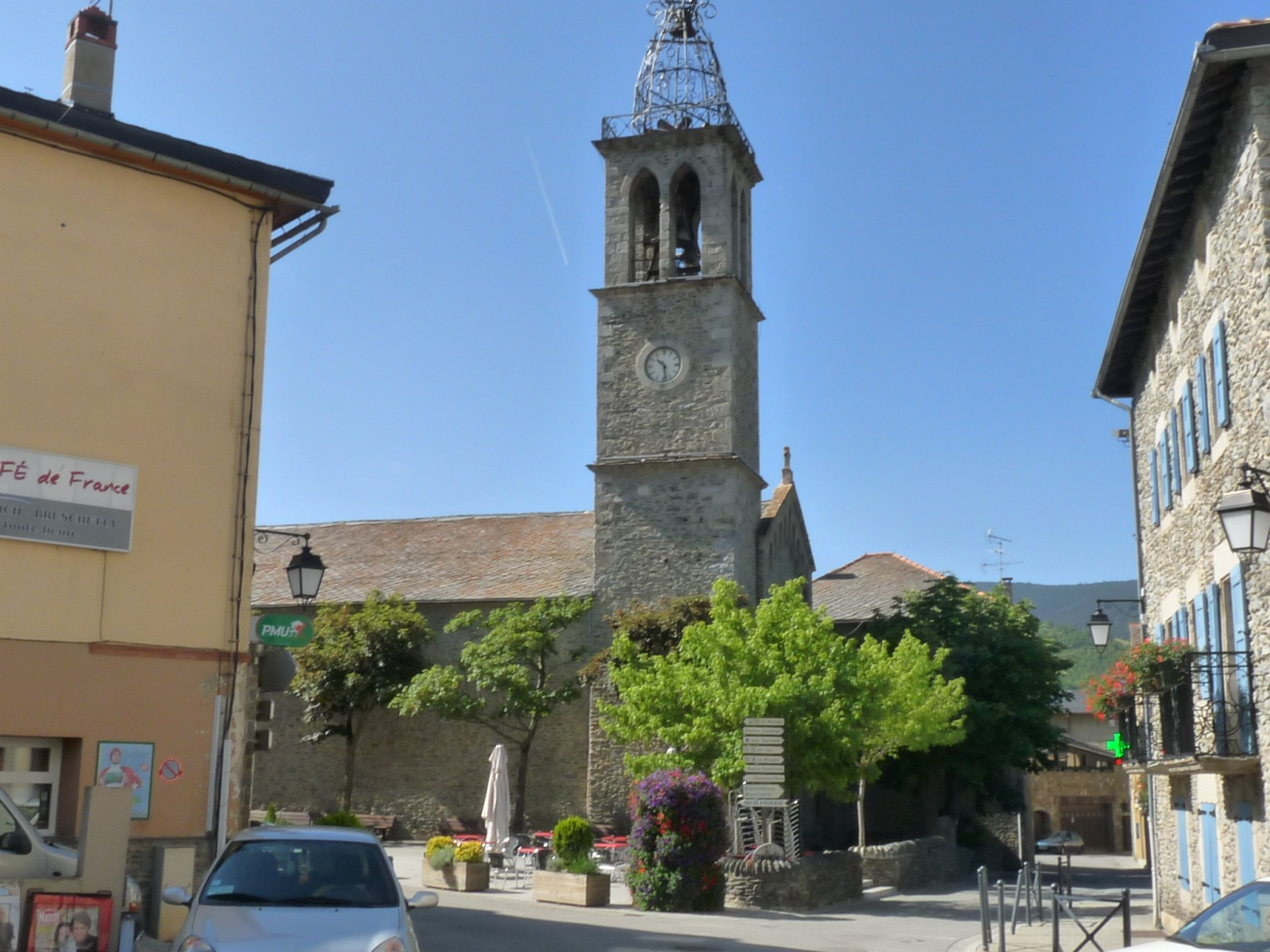
L'église et la place centrale.
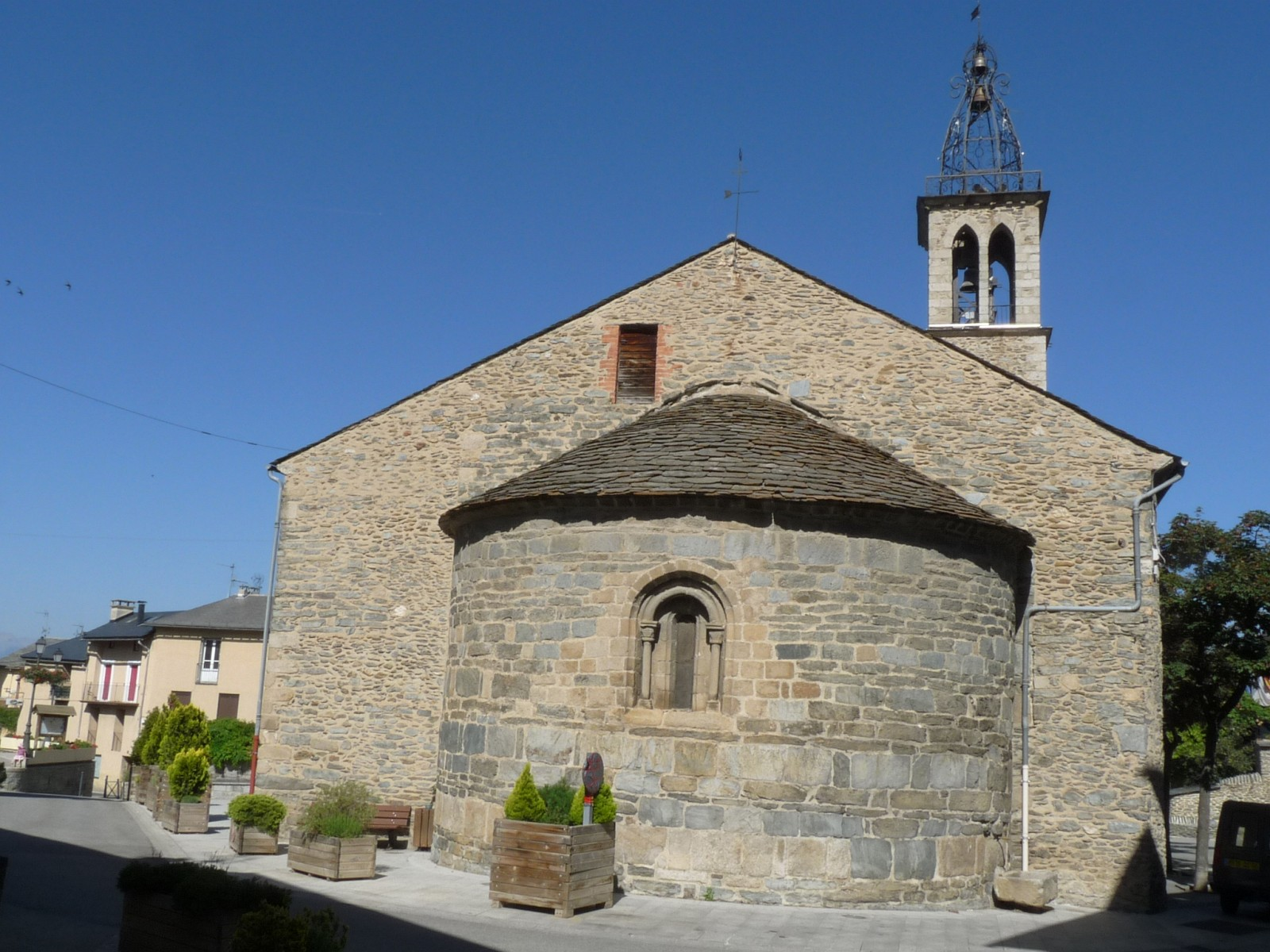
L'abside de l'église.
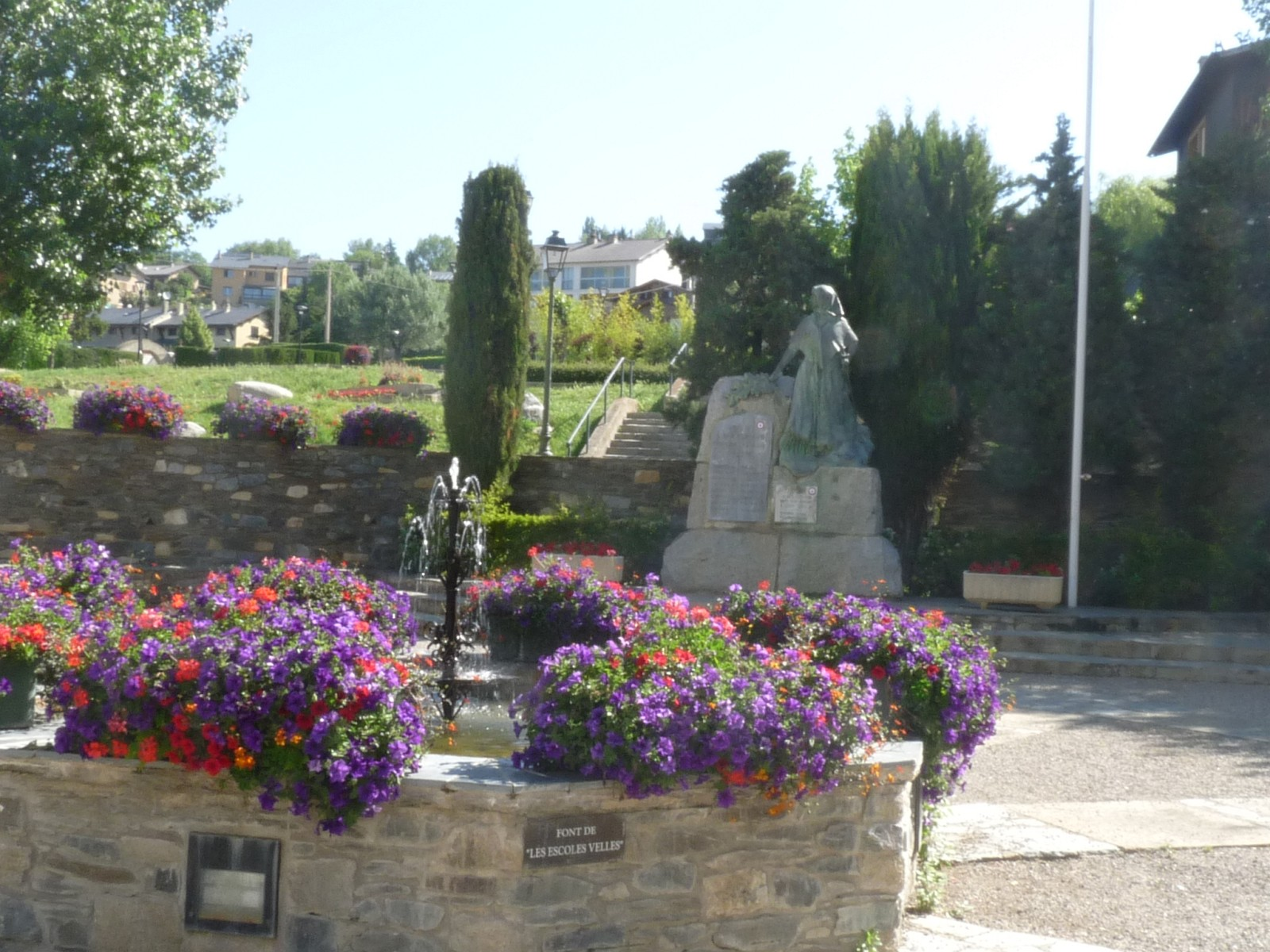
Le monument aux morts.

## Héraldique
| Blason | Blasonnement : écartelé : au premier d' azur au soleil non figuré d' or, au deuxième d'or aux quatre pals de gueules, au troisième de gueules aux deux clefs d'or passées en sautoir et liées du même, au quatrième d'azur au pin cousu de sinople,. |